# おっぱいまつり
おっぱいまつりは、山口県光市で実施されているイベント。

## 概要
子育てをテーマとしたイベントである。1994年より光市で毎年実施されているイベントである。市民や協力団体による多彩なイベントが実施され、多くの親子連れなどが集まる人気のイベントとなっている。
このおっぱいまつりが実施されるようなったきっかけは、1994年に光市の市制50周年を記念してであった。第1回のおっぱいまつりは育児相談や講演会など素朴な催し物のみであったが、それが回を重ねるごとに数多くのアトラクションを行うほどの進化を遂げた。おっぱいまつりの会場は数多くの親子連れでごった返して、移動もままならぬほどの盛況振りを見せるほどになっている。このおっぱいまつりをきっかけとして、光市はおっぱい都市宣言が行われるようになる。子育ての街としておっぱい都市宣言を掲げられてからの光市での母乳育児率は約70%という全国平均を大きく超える具体的な成果を出している。全国平均の30%台後半のほぼ倍である。
第25回おっぱいまつりでは、おっぱい都市宣言のまちの光市のイメージキャラクターの「きゅっとちゃん」が初披露される。